# 殺人ジョーク
「殺人ジョーク」（さつじんジョーク、英語: The Funniest Joke in the World）は、イギリスのテレビ番組『空飛ぶモンティ・パイソン』からのスケッチ・コメディーである。このスケッチはシリーズ1の第1話「カナダはどっちだ」に登場し、初の大当たりとなった。映画『モンティ・パイソン・アンド・ナウ』において、秀作スケッチの1つとしてリメイクされている。
作中では、軍事使用目的に以前に作成されたジョークが存在するという設定がある。また、ドイツ語に翻訳されたジョーク (Wenn ist das Nunstück git und Slotermeyer? Ja! ... Beiherhund das Oder die Flipperwaldt gersput!) がこのスケッチでは音読されるが、これはドイツ語風の単語をいい加減に並べたナンセンスなものである。このスケッチでは、資料映像や写真が多数使われており（例：ミュンヘン会談、ヒトラーの演説）、その字幕の置き換えがされるといったコメディ手法をとっている。

## スケッチの内容
舞台は第二次世界大戦中。イギリス人の売れない作家、アーネスト・スクリブラー（英: Ernest Scribbler、scribblerは俗筆な執筆家という意味を持つ）は、世界一面白いジョークを書き上げるが、自ら笑い死にしてしまう。彼の母親は息子の死に気付き、驚きすすり泣くが、息子が手にしている原稿に気づき、それを読んでしまい、彼女もまたヒステリックに笑い死んでしまう。
犠牲者を出し続けるジョークに対し、スコットランドヤードの勇敢な警部が憂鬱な演出を重ねた上で回収を試みるが、彼もまた犠牲となってしまう。
ジョークはイギリス陸軍によって回収され、兵器としての検証とテストの後、ドイツ語に翻訳されることになる。安全確保のため、翻訳者は一人1語のみ担当（誤って2語見てしまった者は、数週間病院で過ごすこととなった）。そして英米兵は理解できないが、ドイツ兵だけが理解できるジョークが完成し、兵器として1944年7月アルデンヌの戦線に投入され、大戦果を収める。
甚大な被害をうけたドイツ軍は、捕虜への拷問と研究をかさね、対抗し「V号ジョーク」を作成するが、ドイツ人のジョークはつまらないため失敗する。その後、平和が「勃発」し、国際条約でジョーク兵器は禁止され、語られることなくイギリスの片田舎で永久の眠りにつく。

## キャスト
このスケッチは10分という比較的長尺のもので、メンバーそれぞれが複数の役を担当している。このスケッチは『空飛ぶモンティ・パイソン』の初回で放送された。なお『アンド・ナウ』版では、ジョークの人体実験を行うシーンでギリアムが登場している。
以下、スケッチでの登場順にメンバー・役柄を記載する。
マイケル・ペイリン（6役）
売れないギャグ作家アーネスト・スクリブラー、葬送曲を歌う警察官、ジョークの人体実験で補助を行う軍人、ドイツ語版殺人ジョーク隊員、ドイツ軍の傷病兵、ドイツ軍の捕虜となった英国軍人。
エリック・アイドル（7役）
スケッチのナレーター、スクリブラーの母、葬送曲を歌う警察官、ジョークに目を付けた軍人、ドイツ語版殺人ジョーク隊員、ドイツ軍のジョーク開発者、ジョークの末期を語る男性。
テリー・ジョーンズ（6役）
リポーター、参謀会議を行う建物の守衛軍人、ジョークの試験台に使われる軍人、ドイツ語版殺人ジョーク隊員、ドイツ軍ジョーク開発責任者、ロンドンでラジオを聴く男性。
グレアム・チャップマン（6（7）役）
ジョークの回収に向かうスコットランドヤードの警察官、ジョークの人体実験で補助を行う軍人、経過を説明する軍人、ドイツ語版殺人ジョーク隊員、ゲシュタポ隊員（2人分）、ロンドンでラジオを聴く女性。
ジョン・クリーズ（4役）
葬送曲を歌う警察官、ジョークに目を付けた軍人、ドイツ語版殺人ジョーク隊員、ドイツ軍人。
テリー・ギリアム（1役）
ドイツ軍の警備兵。

## その他
- メンバーの1人、テリー・ジョーンズは、YouTube上のパイソンズ公式アカウントで、この動画をパーソナルベストの1つに選んでいる[3]。